# 사마방목 (보물 제1464호)
사마방목(司馬榜目)은 연산군 7년(1501)에 시행한 생원·진사의 합격자 명부이다. 2006년 4월 28일 대한민국의 보물 제1464호로 지정되었다.
『홍치십사년신유사마방목』은 연산군 7년(1501년)에 시행한 생원·진사의 합격자 명부이다. 진사시 일소(一所)의 주시관(主試官)은 우참찬 유순(柳洵)과 호조참판 김심(金諶), 이조정랑 남곤(南袞) 등 6명이고, 이소(二所)의 주시관은 대사헌 성현(成俔) 등 6명이다. 생원시의 장원은 이수정(李守貞)이고, 진사시의 장원은 김안국(金安國)이었다. 이 책에 수록된 인물중 시관이었던 남곤(南袞)과 진사방의 1등 5인중 한 명인 김안로(金安老)의 성명에는 사마시 합격자 발표 이후에 죄인이 된 관계로 모두 먹으로 칠해져 있다.
이 책은 당시 진사시험에 합격한 문의공(文毅公) 김식(金湜, 1482-1520) 후손가에 전해져 온 것으로, 예조에서 직접 간행해서 반포한 초주갑인자본이다. 조선전기 과거제도 및 인물관계를 연구하는데 귀중한 자료이다.

## 같이 보기
- 초주갑인자

## 참고 자료
- 사마방목 - 국가유산청 국가유산포털